# Coincya monensis subsp. puberula
Coincya monensis subsp. puberula é uma subespécie de planta com flor pertencente à família Brassicaceae. 
A autoridade científica da subespécie é (Pau) Leadlay, tendo sido publicada em Botanical Journal of the Linnean Society 102(4): 381. 1990.
Os seus nome comuns são saramago-de-fruto-não-articulado ou saramago-de-bico-recurvo.

## Portugal
Trata-se de uma subespécie presente no território português, nomeadamente em Portugal Continental.
Em termos de naturalidade é endémica da Península Ibérica.

## Protecção
Não se encontra protegida por legislação portuguesa ou da Comunidade Europeia.